# Dornbuschmühle

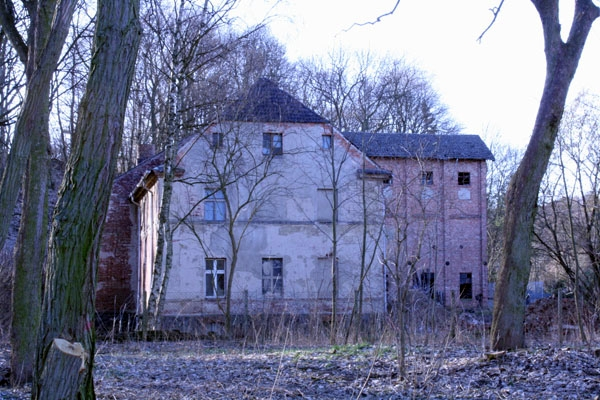
Die Dornbuschmühle (Zustand 2013)

Die Dornbuschmühle ist eine historische Wassermühle am Bliesdorfer Fließ (älter Dornbuschfließ) und ein ausgewiesener Wohnplatz im Gemeindeteil Vevais der Gemeinde Bliesdorf (Landkreis Märkisch-Oderland, Brandenburg). Sie wird bereits 1300 erstmals urkundlich erwähnt und war bis in die 1970er Jahre mit nur kleineren Unterbrechungen in Betrieb. Danach verfielen die Gebäude und werden nach einem Besitzerwechsel seit 2020 restauriert. Der Gebäudekomplex ist ein eingetragenes Baudenkmal.

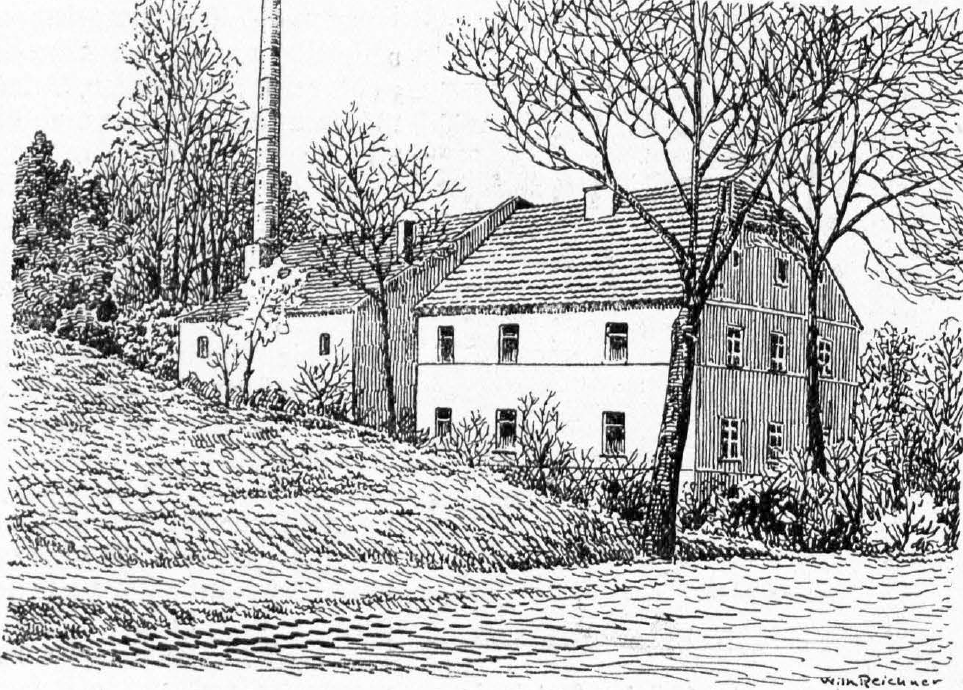
Dornbuschmühle, Federzeichnung von Wilhelm Reichner (1885 bis 1936), um 1925

## Lage
Die Dornbuschmühle bildet heute das südliche Ende der Bebauung von Vevais. Sie liegt nur wenige Zehnermeter westlich der B 167, die von Seelow über Wriezen nach Bad Freienwalde (Oder) führt. Trotz der räumlichen Nähe zu Vevais gehörte der Wohnplatz Dornbuschmühle in der jüngeren Vergangenheit aber immer zu (Alt-)Bliesdorf. Der Wohnplatz liegt auf 15 m ü. NHN

## Geschichte
Schon 1300 wird die Dornbuschmühle als molendino Dornebusch erstmals erwähnt. 1320 erscheint sie als per rubeta dicta Dornbusch und 1324 als per Rubetum dictum Dorrenbusch in den Urkunden. Die Mühle ist also nach einem Areal benannt, das dicht mit dornigen Büschen bewachsen war, gemeint sind Brombeersträucher von lat. rubetum Brombeergesträuch. Nach Rudolf Schmidt soll die Mühle ursprünglich befestigt gewesen sein, worauf der Wall, der auf einer Karte von 1774 eingezeichnet ist, hindeuten soll.
Nach dem Landbuch von 1375 zinste die molendinum, quod dicitur Dornepusch sechs Wispel Roggen an ihren damaligen Eigentümer, das Zisterzienserinnen-Nonnenkloster in Altfriedland. Später erhöhte sich die Abgabe auf 9 Wispel Roggen und ½ Wispel Weizenmalz. 1842 betrug die Abgabe 4 Wispel Korn und 3 Groschen 9 Pfennige. Nach Fontane soll der Müller der Dornbuschmühle verpflichtet gewesen sein, den Nonnen täglich vor Sonnenaufgang frische warme Semmeln zu liefern. Nach Rudolf Schmidt gibt es dafür aber keine historischen Belege, und so darf diese Abgabe ins Reich der Volkssage verwiesen werden. Vermutlich rührt sie daher, dass der Müller in der frühen Neuzeit verpflichtet war, den Nonnen in Altfriedland zu Pfingsten je eine Pfingstsemmel zu liefern. Diese Verpflichtung war aber schon lange abgelöst worden durch die Zahlung von 3 Groschen und 9 Pfennigen. 1540 wurde das Kloster säkularisiert, die Nonnen durften zunächst aber bleiben. Die Besitzungen des Klosters wurden ein Domänengut.
Das Domänengut verpfändete Kurfürst Joachim II. 1546 an Balthasar von Beerfelde. 1564 verkaufte er das ehemalige Kloster und das Städtchen Friedland mit allen Zubehörungen und Gerechtsamen für 22.000 Taler an den Hauptmann von Schweinitz und späteren kaiserlichen Feldmarschall Joachim von Roebel. 1565 erfolgte die Belehnung mit Amt und Kloster Friedland. Am 22. Dezember 1568 mussten die letzten sechs beziehungsweise sieben Nonnen das Kloster verlassen.
1624 hatte die Wassermühle ein Rad. Die Dornbuschmühle soll damals sechs Einwohner gehabt haben. 1646 bezahlte der Mühlenmeister Adam Pahl die Mühlenpacht in Höhe von 6 Wispel Korn und 3 Groschen für die Semmel an Tham Joachim von Roebel nach Friedland. 1678 gehörte die Dornbuschmühle dem Erbmüller D. Klericke. Sie hatte einen Gang und gab nach Altfriedland 4 Wispel Korn, nach Möglin 2 Wispel Korn. Am 16. September 1685 bekam Mühlenmeister Johann Schultze einen neuen Erbvertrag. 1714 wird die Mühle als Wassermühle auf dem Bliesdorfer Feld bezeichnet. Am 29. Juni 1717 erhielt der Mühlenmeister Peter Schultze einen Erbvertrag über die Dornbuschmühle. 1745 wird sie (wiederum) als eine Wassermühle mit einem Gang beschrieben. 1750 gehörte sie immer noch dem Mühlenmeister Peter Schultze, der damals gegen den Bau einer Mühle bei Kunersdorf durch den Hofrat Mentzel Einspruch einlegte. Nach dem Tod des Peter Schultze erbte seine Frau Marie geb. Baecker die Dornbuschmühle. Sie verheiratet sich wieder mit einem Paetsch, der 1768 als Betreiber der Dornbuschmühle genannt wird. Er errichtete noch vor 1775 das alte noch stehende Wohnhaus. Nach Anton-Friedrich Büsching (1775) war sie immer noch in adeligem Besitz. Friedrich Wilhelm Karl von Schmettau verzeichnet die Mühle in seinem Kartenwerk von 1767/87 als Dornpusch M. 1753/56 war nördlich der Dornbuschmühle die Kolonie Vevais durch den Grafen Alexander von Kameke angelegt worden. Sie ist noch nicht im Schmettauschen Kartenwerk verzeichnet, ein deutlicher Hinweis darauf, dass das Publikationsdatum der Schmettaukarten und die Aufnahmezeit der Karte stark differieren.
1774 gehörten zur Dornbuschmühle auch 92 Morgen 83 Quadratruten Land und eine Schäferei am Weg nach Möglin. Am großen Mühlenteich lag der Wallgarten und daneben die Hütung im Dornbusch. 1775 verkaufte Marie Paetsch, verwitwete Schultze geb. Baecker die Dornbuschmühle an Witwe Anna Catharina Lüstemann verwitwete Becker für 4560 Taler. Sie behielt für sich und ihren Ehemann ein Altenteil vor. 1784 war ein Mühlenmeister Becker, sicherlich der Sohn der oben genannten Witwe Becker Mitglied der Wriezener Müllerinnung. 1801 erwähnt Friedrich Wilhelm Bratring die Dornbuschmühle als Wassermühle ¼ Meile von und zu Alt-Bliesdorf gehörig. Immerhin gehörten vier Feuerstellen zum Wohnplatz, der damals 33 Einwohner hatte. 1802 hatte der Besitz gewechselt, nun wird ein Mühlenmeister Schultze auf der Dornbuschmühle als Mitglied der Wriezener Müllerinnung geführt. Während eines schweren Gewitters schlug der Blitz in die Mühlenstube ein, tötete den Müller und eine seiner Töchter. 1821 kaufte der Mühlenmeister Christian Friedrich Engel die Dornbuschmühle von seiner Mutter, einer geborenen Schultze. Sie hatte wohl einen Müller namens Engel geheiratet. 1827 wurde das Mahlzwangrecht der Mühle für die Dörfer Kunersdorf, Bliesdorf und Vevais aufgehoben. 1835 gehörte die Dornbuschmühle dem Baron von Eckardstein auf Prötzel. Mühlenmeister Christian Friedrich Engel erbaute 1840 das jetzige Gebäude.
1842 löste der Müller Christian Friedrich Engel die Naturalabgaben der Dornbuschmühle an das Bruchamt Wriezen für 3200 Taler ab. Er modernisierte die Mühle und baute bereits zusätzlich eine Dampfmaschine ein. 1849 sollte die Dornbuschmühle subhastiert (versteigert) werden. Durch eine Einigung in letzter Minute konnte die Versteigerung jedoch abgewendet werden. 1847 (bis 1849) war Christian Friedrich Engel einer der Altmeister in der Wriezener Müllerinnung. Nach dem Tod seines Vaters (1849) führte Cyrill Engel die Mühle zunächst weiter. Nach der Ortschafts-Statistik des Regierungs-Bezirks Potsdam von Richard Boeckh, die 1861 publiziert wurde (aber den Stand von 1858 hat) war die Dornbuschmühle eine Wassergetreidemühle mit einem Wohnhaus und neun Einwohnern. Bis 1856 war die Dornbuschmühle wieder in den Besitz der Familie Schultze/Schulze gekommen. 1871 wohnten 8 Menschen in dem einen Wohnhaus. 1872 war Mühlenmeister Schultze zu Dornbuschmühle stellvertretender Schiedsmann im 5. ländlichen Bezirk des Kreises Oberbarnim. 1885 lebten im Wohngebäude der Dornbuschmühle neun Personen. 1891 wurde Mühlenmeister Schultze zum Obermeister der Wriezener Müllerinnung gewählt. 1895 wohnten acht Personen in Dornbuschmühle.
1907 wurde die Dornbuschmühle an Fritz Quasdorf verkauft. Ihm gehörte die Mühle auch noch 1924 bzw. 1935. 1918 modernisierte Fritz Quasdorf die Mühle, der Silo wurde gebaut und die Mühle auf Elektroantrieb umgestellt. Von 1937 wird berichtet: dass in der Mühle täglich bis zu 10 Tonnen Getreide vermahlen wurde. Am 31. Oktober 1937 starb Fritz Quasdorf. Der Sohn Joachim übernahm die Mühle. Er war jedoch kein Müllermeister und stellte daher den Müllermeister Hans Hörnke aus Perleberg ein, der den Betrieb führte. Joachim Quasdorf fiel 1942/1943 im Zweiten Weltkrieg.
Nach dem Zweiten Weltkrieg (ab 1946) pachteten Alfred Hohmann und Reinhold Mallon die Dornbuschmühle. Die Pächter investierten in die Modernisierung der Mühle; neue Walzenstühle und Plansichter wurden angeschafft. Alfred Hohmann verließ Ende der 1950er Jahre die DDR und ging in den Westen. Von 1946 bis 1949 machte der Sohn von Reinhold Mallon, Horst Mallon, eine Müllerlehre. 1948 starb die Witwe von Fritz Quasdorf, und die Dornbuschmühle erbte die Tochter, die mit dem Zahnarzt Dr. Maschmeyer verheiratet war. Horst Mallon legte 1958 die Meisterprüfung ab und arbeitete nun als Meister in dem Betrieb. 1960 verkaufte Dr. Maschmeyer schließlich die Dornbuschmühle an die LPG „Rotes Banner“ Bliesdorf. Die Dornbuschmühle produzierte nun Mischfutter für die LPG. 1977 wurde der Betrieb eingestellt. 2006 war das in einer abgesetzten Radkammer untergebrachte, aus Eisen gefertigte Wasserrad mit einem Durchmesser von ca. 8 Meter in der Mühle noch vorhanden. Das Antriebswasser wurde mit einem Gerinne auf das Rad geführt.
1988 wurde bereits beraten, ob die Dornbuschmühle ein technisches Denkmal werden sollte. 1991 verkaufte die LPG Bliesdorf die Dornbuschmühle an den thailändischen Investor Dass Sharma (Bangkok). Allerdings erfolgten keine Erhaltungsmaßnahmen, und so wurde die Dornbuschmühle 2008 zwangsversteigert. Doch auch unter dem neuen Eigentümer passierte nicht viel. Erst nach einem weiteren Besitzerwechsel wird der Mühlenkomplex seit 2020 saniert. Das Areal der Dornbuschmühle war bereits zum Tag der Offenen Gärten zu besichtigen, besonders natürlich die neu angelegten Gärten. Die Dornbuschmühle ist ein eingetragenes Baudenkmal.
| Jahr      | 1624 | 1801 | 1817 | 1840 | 1858 | 1871 | 1885 | 1895 | 1925 |
| Einwohner | 6    | 33   | -    | 9    | 9    | 8    | 9    | 8    | 9    |

## Müller und Mühlenbesitzer (Übersicht)
- 1646 Adam Pahl, Meister[3]
- 1678 Erbmüller D. Klericke[17]
- 1685 bis 1717 Johann Schultze, Meister[3]
- 1717 bis 1750 Peter Schultze, Mühlenmeister[3]
- nach dem Tod von Peter Schultze, Eigentümerin: seine Frau Marie geb. Baecker, verheiratet in 2. Ehe mit Paetsch
- 1768 bis 1775 Mühlenmeister Paetsch[22] Eigentümerin: seine Frau Marie geb. Baecker[3]
- ab 1775 Anna Catharina verwitwete Baecker, geb. Lüstermann[3]
- 1784 Becker[9]
- 1802 Schultze, Mühlenmeister[9]
- ab 1821 Christian Engel[17]
- 1835 Baron von Eckardstein auf Prötzel, Eigentümer, Erbpächter Christian Engel
- 1842 Christian Engel, kaufte die Mühle bzw. löste alle Grundlasten ab[17]
- nachher Cyrill Engel[17]
- 1872 Mühlenmeister Schultze[13]
- ab 1907 bis 1937 Fritz Quasdorf[17][23]
- 1937 bis 1942/43 Joachim Quasdorf[17]
- 1942/43 Witwe Quasdorf[17]
- 1946 Maschmeyer, Pächter: Alfred Hohmann und Reinhold Mallon[17]
- ab 1960 LPG „Rotes Banner“ Bliesdorf[17]
- 1971 Einstellung des Mahlbetriebs[17]